# Ерік Флінт
Ерік Флінт (англ. Eric Flint, 6 лютого 1947 — 17 липня 2022) — американський письменник, редактор та електронний видавець. Більшість його творів є науковою фантастикою з альтернативної історії, але він також писав гумористичні фентезійні пригоди. Його твори були включені до списків бестселерів The New York Times, The Wall Street Journal, The Washington Post і журналу Locus . Він був співзасновником і редактором Baen Free Library.

## Молодість і освіта
Народився в 1947 році в Бербанку, Каліфорнія, Флінт працював над докторською дисертацією. в історії, що спеціалізується на історії Південної Африки. Він залишив докторську програму, щоб стати політичним активістом робітничого руху. З того часу до 50 років він забезпечував себе різними видами діяльності, включаючи портового вантажника, водія вантажівки, машиніста та профспілкового організатора. Як давній лівий політичний активіст, Флінт працював членом Соціалістичної робітничої партії.

## Кар'єра
Після перемоги в конкурсі «Письменники майбутнього» (Writers and Illustrators of the Future) в четвертому кварталі 1993 року він опублікував свій перший роман у 1997 році, а в 1999 році почав писати на повний робочий день.
Незабаром після цього він став першим бібліотекарем Безкоштовної бібліотеки Баен і відомим активістом захисту від копіювання. Він редагував твори кількох класичних авторів наукової фантастики, перепакувавши їхні оповідання в збірки та виправлені романи. Цей проект мав комерційний успіх і повернув до друку кількох авторів, які закінчилися.
У 2004 році він зіткнувся з постійним виснаженням свого часу авторами фанфіків, які шукали коментарів на веб-форумі 1632 Tech Manual чотирирічної давності, присвяченому його серії «1632». У тому ж році він запропонував Джиму Бейну експериментальний серіалізований електронний журнал про фанфіки The Grantville Gazette, який також мав комерційний успіх. Чотири випуски журналу Gazette були зібрані у формати антології, придбані Джимом Беном і випущені у твердій палітурці, м'якій обкладинці або в обох форматах. Остання придбана збірка залишається неопублікованою. Згодом Флінт став редактором нового науково-фантастичного електронного журналу «Всесвіт Джима Бейна», водночас залишаючись творчим письменником, щороку випускаючи від трьох до п'яти видань. Після смерті Джима Бейна внаслідок інсульту та завершення контракту на десяту Grantville Gazette, Флінт заснував новий веб-сайт grantvillegazette.com, який був створений за зразком електронного журналу JBU. Він продовжував видавати The Grantville Gazettes і збільшив кількість публікацій з чотирьох раз на рік до разів на два місяці, що оплачувалося краще, ніж стандартні ставки журналу.
Ерік проживав зі своєю дружиною Люсіль (також колишньою організаторкою праці) у Східному Чикаго, Індіана.
2008 року він пожертвував свій архів відділу рідкісних книг і спеціальних колекцій Університету Північного Іллінойсу.
Флінт був почесним гостем NASFiC 2010 року, ReConStruction.
Він також брав участь у серії «Зоряна гільдія» видавництва Phoenix Pick. Ця серія поєднує авторів бестселерів з менш відомими авторами наукової фантастики та фентезі, щоб допомогти зробити їх більш помітними.

## Електронне видання
Ерік Флінт відомий як співзасновник і редактор Baen Free Library. Бібліотека є постійним експериментом в електронному видавництві, де Флінт і Джим Баєн виступали за доступність незахищених електронних книг у багатьох онлайн-форматах. Ця ініціатива мала на меті оцінити, чи може пропозиція безкоштовних електронних версій книг збільшити продажі їх друкованих або платних електронних аналогів. У рамках початкової фази Флінт опублікував серію есе, які за формою були частиною блогу, і листів до редактора, які відстежували експеримент і підтримували практику.
Видавництво Baen Books прийняло модель незашифрованої публікації електронних книг для всіх своїх творів, надаючи твори в різних поширених форматах. Цей підхід часто застосовують до перших томів поточних серій, щоб читачі могли придбати наступні частини. Нові випуски також доступні як електронні книги в тих самих незашифрованих форматах, що й безкоштовна бібліотека через Baen WebScriptions. За допомогою цієї моделі передплатники можуть придбати щомісячну збірку з п'яти творів на етапі випуску публікації. Після того, як пакет досягає чотирьох місяців після запланованої дати випуску в друк, приблизно половина твору серіалізується та стає доступною для читачів, які купують розширений огляд. Через місяць наступний квартал, а потім останній квартал, доступний у середньому приблизно на місяць раніше будь-якої друкованої роботи. Остання доставка містить відредаговану електронну версію книги.
Окрім комплектних пропозицій, електронні розширені копії для читання (Advanced Reader Copies — ARC) можна придбати окремо. Це сталося після успішного експерименту з онлайн-журналом під назвою Grantville Gazette (див. серію «1632»). Ці ARC є неперевіреними рукописами та можуть містити численні помилки та описки. Однак вони випускаються до першої частини щомісячних пакетів. Ці примірники не включають остаточну перевірену версію, яка доступна лише в одному або щомісячному наборі цієї книги. У березні 2007 року Флінт почав виступати видавцем безкоштовної веб-версії газети.
Флінт також керував електронним журналом Jim Baen's Universe, який виходив з 2006 по 2010 рік.

## Смерть і вшанування
Флінт помер 17 липня 2022 року у віці 75 років у Іст-Чікаго, штат Індіана.
У лютому 2024 року видавництво WordFire Press випустило як меморіальний твір антологію альтернативної історії «Трохи удачі: альтернативні історії на честь Еріка Флінта» (ISBN 978-1-68057-613-9). Під редакцією Лізи Мангум антологія включала 20 коротких оповідань авторів, зокрема Чарльза Е. Геннона та Кевіна Дж. Андерсона прибутки яких були спрямовані на підтримку благодійного фонду для письменницьких семінарів Superstars.

## Відгуки
На сьогоднішній день шість його книг увійшли до списку бестселерів The New York Times. Це «1634: Справа Галілея» (2004), «1634: Балтійська війна» (2007), «1634: Баварська криза» (2007), «1636: Кремлівські ігри» (2013), «Факел свободи» (2009), і «Котел привидів» (2014).
«1635: Папські ставки» (2012), «Горнило імперії» (2010), і «Поріг» (2010) були включені до списку бестселерів The Wall Street Journal для наукової фантастики в твердій палітурці.
«Казан привидів» (2014) було включено до списку бестселерів The Washington Post як художня література в твердій палітурці.
Майже всі книги Флінта продавалися достатньо добре, щоб потрапити до різноманітних списків бестселерів Locus, причому деякі назви включалися кілька разів, а деякі навіть досягли перших місць за місяць.

## Нагороди та відзнаки
Флінт був нагороджений нагородою Меморіального залу слави Дала Когера в 2008 році головним чином за серію «Річка війни».
У 2018 році він отримав спеціальну нагороду Sidewise Award for Alternate History за заохочення жанру альтернативної історії через підтримку спільноти та письменників, які розвивалися навколо його серії «1632».
Через кілька місяців після смерті Флінт отримав нагороду за найкращу альтернативну історію 2023 року за твір «1812: Ріки війни» та премію Френка Герберта за життєві досягнення 2023 року від Товариства Гелікон.